# Moritz Calisch

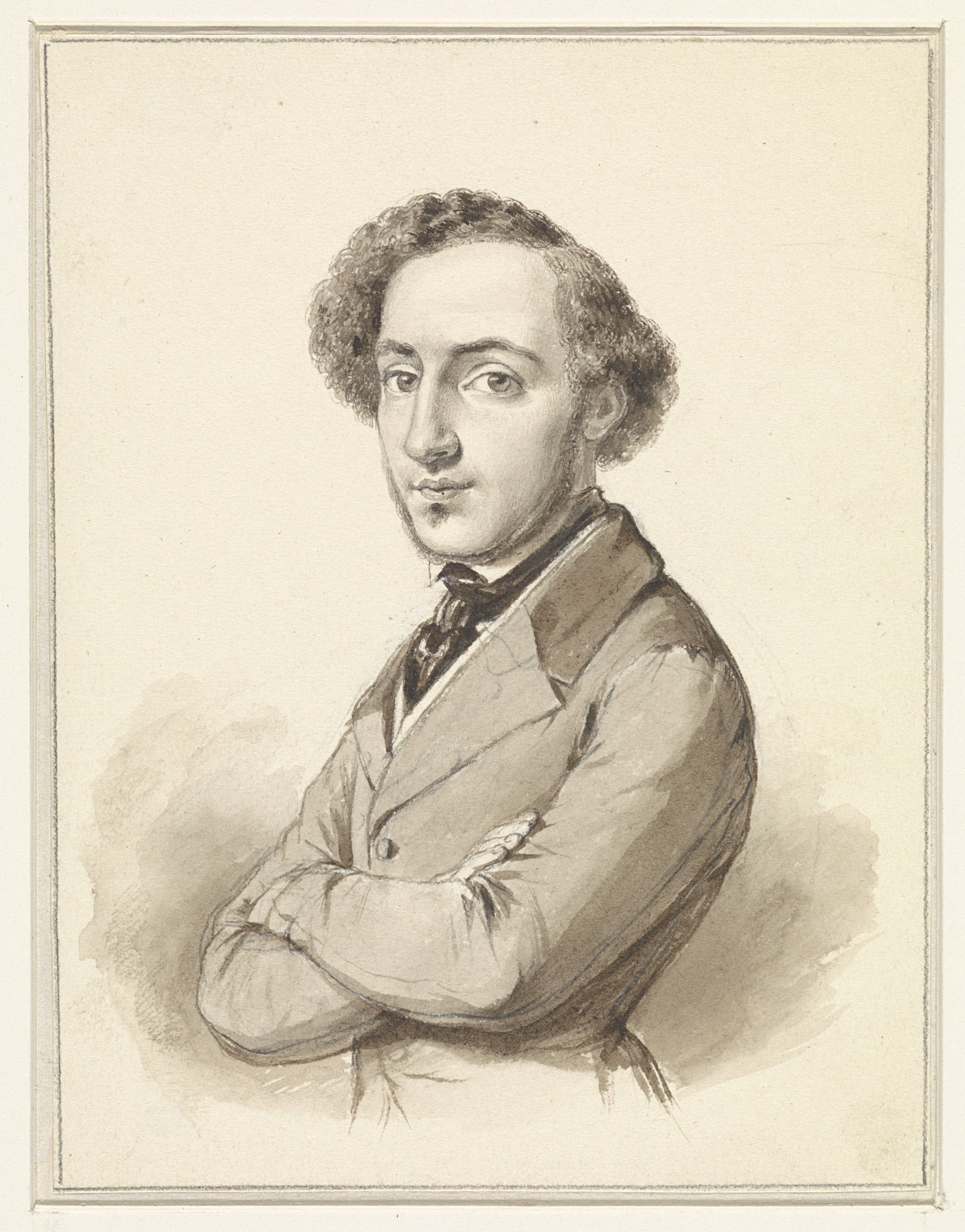
Moritz Calisch zelfportret

Moritz Calisch (Amsterdam, 12 april 1819 - aldaar, 13 maart 1870) was een Nederlands kunstschilder uit de romantiek.
'Begaafd met een meer dan gewone aanleg, die zich reeds vroeg bij hem aankondigde, werd Calisch tot de schilderkunst opgeleid door Jan Adam Kruseman, onder wiens bekwame discipelen hij met recht geteld wordt. Het vak, waarop hij zich voornamelijk toelegde, zijn onderwerpen genomen uit het dagelijks leven; doch hij schilderde ook portretten, en zelfs weleens historische ordonnanties. Met genoegen zag men van dezen jongen meester reeds verscheiden fraaie schilderijen op de Tentoonstellingen van Levende Meesters; onder anderen nog op de Haagsche van 1841, twee stukken, voorstellende, het ene, Koning Frans I bij het sterfbed van Leonardo da Vinci, het andere, de Dood van Demosthenes; en op de Groningsche in hetzelfde jaar, een tafereel uit het leven van Hugo de Groot. Reeds in 1834 ontving hij bij het Tekengenootschap te Rotterdam, een dubbele zilveren medaille en ƒ 150, wegens een van hem bekroond prijsschilderij, voorstellende een Bezoek bij een kraamvrouw in een vissershuisgezin '.
Het kloeke grafmonument van Calisch staat op de joodse begraafplaats in Muiderberg.
- Biografisch Portaal: 09122414
- Digitale Bibliotheek voor de Nederlandse Letteren: cali011
- International Standard Name Identifier: 0000 0000 6804 0114
- Nederlandse Thesaurus van Auteursnamen: 355188236
- RKD-Nederlands Instituut voor Kunstgeschiedenis: 14791
- Union List of Artist Names: 500201411
- Virtual International Authority File: 96703437
- WorldCat: E39PBJj4v78WQMCPr3cXfDw9jC